# Juan Manuel Bellón López
Juan Manuel Bellón López (Valencia; 8 de mayo de 1950) es un Gran Maestro Internacional de ajedrez español.
Es el número 80 de España, en la lista de octubre de 2011 de la FIDE, con un ELO de 2522.
Ajedrecista, eminentemente táctico y finalista que compagina la competición con la labor de entrenador del equipo olímpico femenino sueco o del equipo del "Club Ajedrez Benalmádena". 
Comenzó a jugar al ajedrez a la edad de 8 años tras haber recibido un tablero de regalo en el día de su Primera Comunión, destacando desde muy joven.
Bellón está casado con la ajedrecista, GM Pia Cramling, Campeona de Europa (Rijeka 2010), con la que tiene una hija, Anna Cramling Bellón, subcampeona de España en su categoría.

## Campeonato de España de ajedrez
Ganó 5 veces el Campeonato de España de ajedrez durante los años 1969 superando al gran maestro Arturo Pomar, 1971 superando al gran maestro Jesús Díez del Corral, 1974 superando al maestro internacional Ángel Martín, 1977 superando al maestro internacional José Luis Fernández García y 1982 superando al maestro internacional Francisco Javier Sanz Alonso. Igualmente resulta subcampeón en dos ocasiones: en 1976 por detrás de Ángel Martín y en 1989 por detrás de José Luis Fernández García. También ha sido Campeón de España juvenil en 1968 y 1969, siendo hasta la fecha el único ajedrecista español campeón juvenil y absoluto en el mismo año (1969).

## Gran Maestro Internacional
Se le concedió el Título de Gran Maestro Internacional en el año 1978 durante la Olimpiada de Ajedrez de Buenos Aires.

## Campeonato de España de Ajedrez de Veteranos
Ha resultado campeón en las tres únicas ocasiones en que ha participado en el Campeonato de España de Ajedrez de Veteranos, en los años 2007 (Calviá), 2008 (Calviá) y 2011 (Alcudia), celebrados en Mallorca.

## Competiciones por equipos
Participó representando a España en once Olimpíadas de ajedrez en los años 1970 en Siegen, 1972 en Skopie, 1974 en Niza, 1976 en Haifa, 1978 en Buenos Aires, 1980 en La Valeta, 1982 en Lucerna, 1984 en Salónica, 1986 en Dubái, 1988 en Salónica y 1992 en Manila, en dos Campeonato de Europa de ajedrez por equipos de los años 1970 en Kapfenberg y de 1989 en Haifa y en la Copa Clare Benedict en los años 1970 en Paignton, 1974 en Cala Galdana y 1977 en Copenhague.